# 塞爾尼基 (瓦拉什區)
塞爾尼基（羅馬化：Sernyky）是烏克蘭的村落，位於該國西北部羅夫諾州，由瓦拉什区負責管轄，始建於1449年，面積69.2平方公里，海拔高度141米，2001年人口2,716，人口密度每平方公里39.3人。